# Biostasi
La biostasi és la capacitat d'un organisme de tolerar canvis ambientals sense haver d'adaptar-s'hi activament. El terme també es fa servir com a sinònim de criostasi o criònica. Es dona en organismes que viuen en hàbitats on hi pot haver condicions de vida desfavorables (ex., sequera, congelació, canvis de pH, pressió o temperatura). Els insectes experimenten diapausa, que els permet sobreviure a l'hivern i altres esdeveniments. La diapausa pot ser obligatòria (l'insecte la necessita per sobreviure) o facultativa (l'insecte és capaç de canviar abans que arribi l'esdeveniment iniciador).